# Michela Suppo
Michela Suppo (Torino, 20 settembre 1971) è un'ex tiratrice a segno italiana.

## Biografia
Nata a Torino nel 1971, a 20 anni ha partecipato ai Giochi olimpici di Barcellona 1992 nelle gare di pistola 10 metri aria compressa e pistola 25 metri. Nella prima ha terminato al 24º posto, con 375 punti, non accedendo alla finale, riservata alle prime otto. Nella seconda, invece, è arrivata quarantesima con 559 punti, anche in questo caso non arrivando tra le prime otto, qualificate per la finale.
Nelle stesse due specialità ha gareggiato anche alle Olimpiadi di Atlanta 1996, arrivando al 19º posto con 378 punti nella pistola 10 metri aria compressa e trentesima con 567 punti nella pistola 25 metri, non accedendo in nessuno dei due casi alla finale. 
Nel 1997 ha vinto l'argento nella pistola 10 metri aria compressa ai Giochi del Mediterraneo di Bari, chiudendo con 475,4 punti, dietro solo alla spagnola María Pilar Fernández. 
Nel 2001 è stata campionessa europea di pistola 25 metri a Zagabria, in Croazia.
Nel 2009 ha vinto un'altra medaglia ai Giochi del Mediterraneo, un bronzo nella pistola 25 metri a Pescara con 775,9 punti, arrivando dietro alla spagnola Sonia Franquet e alla serba Jasna Šekarić.
Dopo il ritiro è diventata tecnico di pistola.

## Palmarès

### Campionati europei
- 1 medaglia:
  - 1 oro (Pistola 25 metri a Zagabria 2001)

### Giochi del Mediterraneo
- 2 medaglie:
  - 1 argento (Pistola 10 metri aria compressa a Bari 1997)
  - 1 bronzo (Pistola 25 metri a Pescara 2009)